# اگر آن ترک شیرازی به دست آرد دل ما را
غزلی با مطلعِ «اگر آن ترک شیرازی به دست آرد دل ما را» غزل شمارهٔ ۳ از دیوانِ حافظ در تصحیحِ محمد قزوینی و قاسم غنی است. این غزل یکی از معروف‌ترین غزل‌های دیوانِ حافظ است. این غزل آشناترین شعر حافظ در جهان انگلیسی زبان است و نخستین شعر حافظ به شمار می‌رود که به انگلیسی ترجمه شده‌است.
ادعا شده که احتمالاً این شعر پس از سال ۱۳۷۰ میلادی در زمانی که تیمور لنگ سمرقند را به پایتختی برگزید و شروع به توسعه آن کرد سروده شده‌است. یک قرن پس از مرگ حافظ یک حکایت معروف دربارهٔ ملاقات تیمور لنگ با حافظ و انتقاد او دربارهٔ بی‌حرمتی به سمرقند و بخارا نقل می‌شد. این داستان برای نخستین بار در کتاب انیس الناس اثر شجاع شیرازی در سال ۱۴۲۶ میلادی به نوشتار درآمد و در سال ۱۴۸۶ در تذکرةالشعرای دولتشاه سمرقندی شرح داده شد. اگر این ملاقات صورت گرفته باشد، که مشخص نیست، حتماً در نخستین سفر تیمور لنگ به شیراز در سال ۱۳۸۷ و دو سال پیش از مرگ حافظ رخ داده‌است.